# Hugh McNeill
Hugh McNeill (30 de mayo de 2003) es un deportista canadiense que compite en natación, especialista en el estilo espalda. En los Juegos Panamericanos de 2023 obtuvo una medalla de bronce en la prueba de 200 m espalda.

## Palmarés internacional
| Juegos Panamericanos | Juegos Panamericanos | Juegos Panamericanos | Juegos Panamericanos |
| Año                  | Lugar                | Medalla              | Prueba               |
| -------------------- | -------------------- | -------------------- | -------------------- |
| 2023                 | Santiago (Chile)     | Medalla de bronce    | 200 m espalda        |